# Gravité de surface
En astronomie et en planétologie, la gravité de surface est l'intensité du champ gravitationnel à la surface d'un objet céleste (planète, étoile ou autre). Ce concept est également utilisé, quoique de façon légèrement différente, dans la physique des trous noirs où il règle la vitesse à laquelle le champ gravitationnel au sens classique du terme diverge à l'approche de la surface du trou noir, c'est-à-dire de son horizon.
En physique stellaire et substellaire (naines brunes, exoplanètes massives), l'usage est d'utiliser le logarithme décimal de la valeur exprimée dans le système CGS (cm/s2).

## Formule newtonnienne
Dans le cadre de la mécanique classique, la gravité de surface {\displaystyle \kappa } est donnée par la formule habituelle du champ gravitationnel d'un objet sphérique, à savoir :
{\displaystyle \kappa ={\frac {GM}{R^{2}}}={\frac {\mu }{R^{2}}}},
où :
- {\displaystyle G} est la constante de gravitation ;
- {\displaystyle M} est la masse de l'objet considéré ;
- {\displaystyle R} est son rayon, l'objet étant considéré comme à peu près sphérique ;
- {\displaystyle \mu =GM} est le paramètre gravitationnel standard de l'objet.

## Principaux objets du Système solaire
| Objet   | Gravité de surface (m/s2)         |
| ------- | --------------------------------- |
| Soleil  | 273,95                            |
| Mercure | 3,701                             |
| Vénus   | 8,87                              |
| Terre   | de 9,78 (équateur) à 9,83 (pôles) |
| Lune    | 1,622                             |
| Mars    | 3,711                             |
| Jupiter | 24,796                            |
| Saturne | 10,44                             |
| Titan   | 1,352                             |
| Uranus  | 8,87                              |
| Neptune | 11,15                             |

## Cas des trous noirs
Dans le cadre de la physique des trous noirs, il est possible de définir un analogue du concept de gravité de surface. Il faut cependant prendre garde au fait qu'un trou noir peut être presque par définition considéré comme un objet à la « surface » duquel (c'est-à-dire au niveau de son horizon) le champ gravitationnel est infini. Il existe cependant une autre quantité qui diverge à mesure que l'on s'approche de l'horizon d'un trou noir : il s'agit du décalage vers le rouge d'origine gravitationnelle que subissent les signaux émis depuis cette zone. Dans ce cadre-là, on définit la gravité de surface d'un trou noir par la limite du rapport entre l'intensité du champ gravitationnel au décalage vers le rouge causé par le trou noir. On peut alors montrer que cette quantité reste finie quand on approche l'horizon, et que dans le cas le plus simple d'un trou noir de Schwarzschild, sa valeur est égale à celle que l'on déduirait naïvement dans un traitement newtonien, c'est-à-dire qu'elle vaut à nouveau {\displaystyle GM/R^{2}}.

### Formule et cas particuliers
L'expression exacte de la gravité de surface s'écrit, en unités géométriques,
{\displaystyle \kappa ={\frac {\sqrt {M^{2}-a^{2}-Q^{2}}}{2M\left(M+{\sqrt {M^{2}-a^{2}-Q^{2}}}\right)-Q^{2}}}},
où M, Q, a représentent respectivement la masse, la charge électrique et le moment cinétique réduit (c'est-à-dire le rapport du moment cinétique à la masse) du trou noir.
Pour un trou noir extrémal, pour lequel la quantité {\displaystyle M^{2}-a^{2}-Q^{2}} s'annule, on a
{\displaystyle \kappa _{\rm {Ext}}=0}.
Dans le cas d'un trou noir de Schwarzschild, c'est-à-dire ne possédant au contraire ni charge électrique ni moment cinétique, on obtient
{\displaystyle \kappa ={\frac {1}{4M}}},
ce qui donne, avec les unités du Système international,
{\displaystyle \kappa _{\rm {Sch}}={\frac {GM}{R^{2}}}},
avec
{\displaystyle R={\frac {2GM}{c^{2}}}}
correspondant au rayon de Schwarzschild. D'où, en éliminant {\displaystyle R} :
{\displaystyle \kappa _{\rm {Sch}}={\frac {1}{M}}\left({\frac {c^{4}}{4G}}\right)}
On y reconnaît la force {\displaystyle c^{4}/4G} qui est la valeur de la force de Planck. La gravité de surface d'un trou noir de Schwarzschild est donc inversement proportionnelle à sa masse {\displaystyle M}, sa valeur étant l'inverse de sa masse en unité de Planck réduite (où G est remplacé par 4G).

### Propriétés de la gravité de surface d'un trou noir
La principale propriété de la gravité de surface d'un trou noir est qu'elle est strictement constante sur toute la surface du trou noir. Ce résultat est logique dans le cas d'un trou noir à symétrie sphérique (trou noir de Schwarzschild et de Reissner-Nordström), mais il est plus surprenant quand le trou noir est non sphérique du fait de sa rotation (trou noir de Kerr ou de Kerr-Newman).
La gravité de surface peut être déterminée en calculant la dérivée partielle de la masse d'un trou noir quelconque par rapport à sa surface A en gardant fixés sa charge électrique Q et son moment cinétique L, selon la formule
{\displaystyle \kappa ={\frac {G}{8\pi }}\left({\frac {\partial M}{\partial A}}\right)_{Q,L}}.
De ce fait, la différentielle de la masse d'un trou noir s'écrit dans le système d'unités géométriques,
{\displaystyle {\rm {d}}M={\frac {\kappa }{8\pi }}{\rm {d}}A+...}.
Le fait que la surface d'un trou noir croisse nécessairement au cours du temps, et que la gravité de surface soit constante sur l'horizon d'un trou noir est à rapprocher des principes de la thermodynamique qui disent que la température d'un objet à l'équilibre est partout la même dans l'objet et que son entropie ne peut que croître avec le temps. Ce fait n'est en réalité pas anodin et est à l'origine du développement d'une analogie profonde entre trous noirs et thermodynamique : la thermodynamique des trous noirs. La démonstration de ce résultat est relativement complexe, et est due à Brandon Carter, Stephen Hawking et James Bardeen, en 1973.